# Hans von Zedlitz
Hans Albrecht Freiherr von Zedlitz und Neukirch (* 9. August 1890 in Berlin; † 12. Mai 1948 in Solothurn, Schweiz) war ein deutscher Schauspieler bei Bühne und Film sowie ein Theaterregisseur.

## Leben
Zedlitz-Neukirch stand bereits im Alter von 14 Jahren auf der Bühne und begann seine berufliche Laufbahn mit Bonvivant-Rollen in Hamburg. Rasch wuchs er ins Charakterfach hinein. Sein erstes festes Engagement als Erwachsener erhielt er 1915 am Schauspielhaus Leipzig, wo er drei Jahre blieb, bis er bei Kriegsende 1918 für eine Spielzeit ans Bremer Schauspielhaus wechselte. Mitte 1919 kehrte von Zedlitz in seine Heimatstadt Berlin zurück und war in der kommenden Saison (1919/1920) am Thalia-Theater engagiert. Zeitgleich nahm er erstmals Angebote vom Film an, die jedoch noch keinen Eindruck hinterließen.
Die zwanziger Jahre verbrachte von Zedlitz mit einer Reihe kurzfristiger Engagements an verschiedenen deutschen Bühnen: In der Spielzeit 1924/25 an der Berliner Volksbühne, 1925/26 an den Vereinigten Städtischen Bühnen von Beuthen-Gleiwitz-Hindenburg (Oberschlesien), 1926/27 am Stadttheater Görlitz und 1927/28 am Stadttheater Brandenburg, wo er auch erstmals als Spielleiter (Regisseur) Stücke inszenierte. Zu dieser Zeit trat er auch zum ersten Mal am Städtebundtheater Biel-Solothurn auf, das seit den ausgehenden 1930er Jahren seine feste Heimat werden sollte. In der Saison 1928/29 spielte Zedlitz am Schiller-Theater in Altona, 1929 war er kurzzeitig Gast am Zürcher Schauspielhaus, 1929/30 wirkte er am Deutschen Theater Hannover und von 1930 bis 1932 als Schauspieler und als Regisseur am Kleinen Theater in Kassel.
1933 erfolgte die zweite Rückkehr nach Berlin, wo von Zedlitz die kommenden drei Jahre am Komödienhaus Berlin sowie am Theater am Kurfürstendamm engagiert war. In diesen Jahren kehrte er für kleine Rollen auch vor die Kamera zurück und wurde vorzugsweise in Direktoren-Rollen aller Arten besetzt. 1936 nahm die Karriere des bis dahin sehr aktiven Künstlers im nationalsozialistischen Deutschland ein jähes Ende, weil er gemäß der Nürnberger Rassegesetze als so genannter „Halbjude“ galt und deshalb sowohl aus der Reichstheaterkammer als auch aus der Reichsfilmkammer ausgeschlossen wurde. Das bedeutete faktisch ein Auftrittsverbot im Deutschen Reich.
Zedlitz emigrierte mit seiner Familie zunächst nach Wien; im November 1936 ging er wegen eines Filmangebots nach Moskau. Dort wurde er 1937 im Zuge der Stalinschen Säuberungen vorübergehend inhaftiert. Seine Familie kehrte nach Deutschland zurück, die Ehe wurde geschieden. Nach sechsmonatiger Haft deportierten die sowjetischen Behörden Zedlitz zurück ins Reich Adolf Hitlers. Nach erneuter Inhaftierung, diesmal durch die Gestapo, gelang ihm schließlich 1938 die Ausreise in die Schweiz.
Dort fand Hans von Zedlitz bis kurz vor seinem frühen Tod im Frühjahr 1948 eine feste Beschäftigung am Städtebundtheater Biel-Solothurn, wo er sowohl als Schauspieler wie auch als Regisseur wirkte. Über 70 Rollen sind in diesen knapp zehn Jahren dokumentiert, darunter der Baptista in Shakespeares Der Widerspenstigen Zähmung, der Adrian von Bubenberg in Schells Der Bürgermeister von Zürich, der Machiavell in Goethes Egmont und der Bürgermeister in Steinbecks Der Mond ging unter. Zu Zedlitz‘ bekanntesten Schweizer Inszenierungen gehören Fodors Arm wie eine Kirchenmaus, Lessings Minna von Barnhelm, Molnárs Die Fee und Beers Der Schatten. 1945 gastierte Zedlitz auch kurzzeitig am Stadttheater Basel.
Aus der Ehe mit der Schauspielerin Leonore Ehn ging der Sohn Gerd von Zedlitz (1923–1945), Kinderdarsteller beim Film, hervor.

## Filmografie
- 1919: Die lebende Tote
- 1919: Wenn das Leben nein sagt
- 1920: Tänzerin Tod
- 1920: Die Frau in den Wolken
- 1921: Der Schrecken der Schlangengruft
- 1923: Unter Blutschuld
- 1934: Einmal eine große Dame sein
- 1934: Jungfrau gegen Mönch
- 1934: Pechmarie
- 1935: Artisten
- 1935: Nacht der Verwandlung
- 1935: Sie und die Drei
- 1936: Geheimnis eines alten Hauses